# Jenaro Sanjinés
Jenaro Sanjinés Calderón (Coroico, 19 de septiembre de 1843 – Sucre el 1 de diciembre de 1913) fue un abogado, periodista y político boliviano.
Fue Diputado por la provincia Larecaja del departamento de La Paz y partícipe a la Constituyente de 1871. Fue ministro de la Corte Suprema de Justicia. 
Electo Segundo Vicepresidente de Bolivia durante la gestión de Severo Fernández Alonso. 
Entre sus libros se encuentran: Apuntes para la Historia de Bolivia del año 1871, Historia de Bolivia bajo la administración de D. Adolfo Ballivián y D. Tomas Frías. 